# Staple (wyspa)
Staple (ang. Staple Island) – mała skalista wyspa, która leży w hrabstwie Northumberland, w Anglii. Staple znana jest z płodnych kolonii rozrodczych maskonurów, alk i mew trójpalczastych. Ta bezludna wyspa w przeszłości związana była z pobliską wyspą Lindisfarne. Znajduje się niedaleko wybrzeża, na którym stoją zamki Dunstanburgh i Bamburgh.